# So What? (田所あずさのアルバム)
『So What?』（ソー ワット?）は、田所あずさの3枚目のオリジナル・アルバム。2017年10月25日にLantisから発売された。

## 背景、制作
シングルから「1HOPE SNIPER」「運命ジレンマ」「DEAREST DROP」が収録されており、5thシングルのカップリング曲「スーパースタールーザー」が、今アルバム用にremixされる形で収録されている。またアルバム新規楽曲として、10曲が新規制作された。

## リリース、プロモーション
2017年10月25日にLantisから発売される予定。田所のアルバムとしては、『It's my CUE.』から約1年3ヶ月ぶりのリリースとなる。BD付限定盤、通常盤の2形態で販売され、BD付限定盤には2016年10月8日にLIQUIDROOMにて開催されたライブ「Azusa Tadokoro LIVE 2016〜before the QUE〜／DISTORTION〜」の模様が完全収録される。
2017年9月5日にリード曲「ストーリーテラー」のミュージック・ビデオのショートバージョンが公開され、同月24日には、収録曲数曲が視聴できる「田所あずさ / So What? - 試聴動画 Part.1」が公開された。

## 収録曲
| #   | タイトル | 作詞         | 作曲     | 編曲                                        | 時間 |
| --- | --- | ------------ | -------- | ------------------------------------------- | ---- |
| 1.  | 「涙 one of them」                                                                                              | Q-MHz        | Q-MHz    | Q-MHz、滝善充                               | 2:07 |
| 2.  | 「1 HOPE SNIPER」(テレビアニメ『TRICKSTER -江戸川乱歩「少年探偵団」より-』第1クールエンディングテーマ)          | Q-MHz        | Q-MHz    | Q-MHz                                       | 3:31 |
| 3.  | 「ストーリーテラー」                                                                                            | 堀江晶太     | 堀江晶太 | 堀江晶太                                    | 4:33 |
| 4.  | 「ギミーシェルター・ブライトネス」                                                                              | 田淵智也     | 堀江晶太 | 堀江晶太                                    | 4:05 |
| 5.  | 「スーパースタールーザー（So What? mix）」                                                                      | こだまさおり | 山本陽介 | 山本陽介                                    | 4:53 |
| 6.  | 「Pajama KINGDOM」                                                                                              | Q-MHz        | Q-MHz    | 堀江晶太                                    | 3:42 |
| 7.  | 「そう上手くいかないものです。」                                                                                | 田所あずさ   | 楠瀬拓哉 | eba                                         | 4:17 |
| 8.  | 「DEAREST DROP」(テレビアニメ『終末なにしてますか? 忙しいですか? 救ってもらっていいですか?』オープニングテーマ) | Q-MHz        | Q-MHz    | Q-MHz、増田武史                             | 5:05 |
| 9.  | 「Crying」 | こだまさおり | 藤末樹   | 山本陽介                                    | 5:11 |
| 10. | 「僕は空を飛べない」                                                                                            | 田淵智也     | 田淵智也 | eba、高瀬一矢                               | 4:15 |
| 11. | 「Aiming for Utopia」                                                                                           | Q-MHz        | Q-MHz    | Q-MHz                                       | 4:30 |
| 12. | 「I canʼt live without you.」                                                                                   | 田所あずさ   | 黒須克彦 | 黒須克彦 秋月須清（ストリングス・アレンジ） | 5:21 |
| 13. | 「運命ジレンマ」(テレビアニメ『TRICKSTER -江戸川乱歩「少年探偵団」より-』第2クールオープニングテーマ)           | 田淵智也     | 田淵智也 | eba 秋月須清（ストリングス・アレンジ）      | 4:43 |
| 14. | 「ころあるき」                                                                                                  | 柴田隆浩     | 柴田隆浩 | 山本陽介                                    | 3:38 |